# Genova & Dimitrov

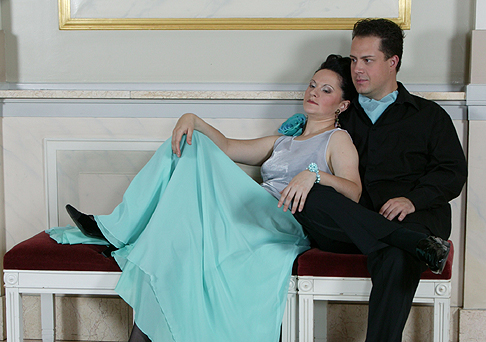
Aglika Genova & Liuben Dimitrov in 2006

Genova & Dimitrov (Bulgaars: Генова и Димитров) is een Bulgaars pianoduo, door de wereldmuziekpers en het publiek beschouwd als een van de beste en succesvolste jonge ensembles. Het duo bestaat uit Aglika Genova (Bulgaars: Аглика Генова, geboren op 29 juni 1971) en Liuben Dimitrov (Bulgaars: Любен Димитров, geboren op 12 oktober 1969). Ze spelen zowel apart op twee piano's en op één piano vierhandig.

## Competities
Genova & Dimitrov ontmoetten elkaar aan de Hochschule für Musik in Hannover in 1995, die per toeval samen piano oefenden. Meteen erna begon de internationale concertcarrière van het duo Genova & Dimitrov - ze wonnen tal van grote piano duo-wedstrijden, waaronder de ARD Music Competition 1996 in München, de Murray Dranoff Piano Duo Competition 1997 in Miami, de 1996 Tokyo Piano Duo wedstrijd en de Bellini-muziekwedstrijd van 1995 in Sicilië.

## Concertcarrière
Het duo trad reeds op in de grote concertzalen van Europa, Noord- en Zuid-Amerika, Azië en Afrika.
Ook op festivals speelden ze aak, onder andere op het Schleswig-Holstein Musik Festival, Rheingau Musik Festival, Ludwigsburg, Schwetzingen, Gstaad, MDR Music Summer, de Ravello festivals, het Music Festival van the Hamptons, het Chopin Piano Festival in Duszniki en het muziekfestival van Nedersaksen. In 2002 speelden Genova & Dimitrov bij de opening van de Olympische Winterspelen in Salt Lake City en traden op voor de EXPO 2000-wereldtentoonstelling in Hannover.
Daarnaast heeft het duo samengespeeld met onder andere het Symphonieorchester des Bayerischen Rundfunks, NDR Hannover, SWR Kaiserslautern, het Bulgaarse en Roemeense radiokoor, de Stuttgart Philharmonic, de New World en Savannah symfonieën, de NDR Chor in Hamburg, Sofia Philharmonic, Beijing Symphony, Moscow Symphony Orchestra, Ukraine National Philharmonic, Cape Town and the Durban Philharmonics, Musica Viva Moscow, the Minsk Orchestra and the Polish Chamber Philharmonic, onder dirigenten als Eiji Oue, Ari Rasilainen, Alun Francis, Toshiyuki Kamioka, Leos Svarovsky, Robin Gritton en e.

## Radio- en tv-optredens, masterclasses, universitaire hoofddocenten
Genova & Dimitrov zijn verschenen in radio- en tv-uitzendingen op alle continenten. Ze dienden als de jongste juryleden van de ARD Competitie in München en van de Almaty International Piano Competitie van Kazachstan. Ze hebben wereldwijd masterclasses en workshops gegeven.
Sinds het najaar van 2008 werden Genova en Dimitrov universitair hoofddocenten van de Hannover State Academy of Music and Theatre en leiden ze de speciale klasse voor pianoduo-uitvoering.
Onder hun studenten zijn onder anderen het duo Ping & Ting Chau, het duo Kim & Lee (Hae An Kim & Sun Ho Lee).

## Familieachtergrond, solo-educatie
Beide artiesten zijn geboren in Bulgarije van Griekse origine, spelen piano sinds de leeftijd van vijf en debuteerden op negenjarige leeftijd.
Ze studeerden piano bij Ganev aan de Muziekacademie in Sofia en sinds 1993 bij Prof. Vladimir Krainev aan de Hanover Muziekacademie. Ze wonnen tijdens hun solisttraining vele internationale solo-piano-wedstrijden.
In 2005 verkreeg het duo het Duitse staatsburgerschap.

## Geselecteerde discografie
- Dmitri Sjostakovitsj - Die Werke für 2 Klaviere: wereldpremièreopname
- Johann Christian Bach - Sämtliche Werke für 2 Klaviere & zu 4 Händen: wereldpremièreopname
- Muzio Clementi - Sonaten für 2 Klaviere & zu 4 Händen
- Pantcho Vladigerov - Bulgarian Impressions, Complete Works for Piano Duo: World Premiere Recording
- Schnittke & Martinu - Konzert für 2 Klaviere: met het NDR Hanover Radio Orchestra, dirigent: Eiji Oue; Concerto voor pianoduo van Alfred Shnittke en Bohuslav Martinů
- Franse concerten - met het SWR Radio Orchestra, geleid door Alun Francis; Concertos voor twee piano's van Francis Poulenc, Darius Milhaud en Robert Casadesus
- America for Two - met werken voor twee piano's van Gershwin, Copland en Bernstein
- Werke für 2 Klaviere - met de belangrijkste werken van Maurice Ravel
- Felix Mendelssohn Bartholdy - Concertos voor twee piano's 1 & 2
- Anton Arensky - Vijf suites voor twee piano's